# Genie with the Light Brown Lamp
Genie with the Light Brown Lamp is een single van de Engelse band The Shadows uit 1964.

## Hitnotering
| Genie with the light brown lamp | Genie with the light brown lamp | Genie with the light brown lamp | Genie with the light brown lamp | Genie with the light brown lamp | Genie with the light brown lamp | Genie with the light brown lamp | Genie with the light brown lamp |
| Hitlijst                        | Datum van binnenkomst           | Week:                           | 1                               | 2                               | 3                               | 4                               | Laatste notering                |
| ------------------------------- | ------------------------------- | ------------------------------- | ------------------------------- | ------------------------------- | ------------------------------- | ------------------------------- | ------------------------------- |
| Nederlandse Top 40              | 16-01-1965                      | Positie:                        | 26                              | 18                              | 23                              | 26                              | 06-02-1965                      |